# Черньовци
Черньовци е село в Южна България. То се намира в община Кърджали, област Кърджали.

## География
Село Черньовци се намира в планински район.

## Население
Численост и дял на етническите групи според преброяването на населението през 2011 г.:
|                     | Численост | Дял (в %) |
| Общо                | 91        | 100,00    |
| Българи             | 0         | 0,00      |
| Турци               | 91        | 100,00    |
| Цигани              | 0         | 0,00      |
| Други               | 0         | 0,00      |
| Не се самоопределят | 0         | 0,00      |
| Неотговорили        | 0         | 0,00      |